# Іроквой-Пойнт (Гаваї)
Іроквой-Пойнт (англ. Iroquois Point) — переписна місцевість (CDP) в США, в окрузі Гонолулу штату Гаваї. Населення — 4549 осіб (2020).

## Географія
Іроквой-Пойнт розташований за координатами 21°19′19″ пн. ш. 157°58′42″ зх. д. / 21.32194° пн. ш. 157.97833° зх. д. (21.322058, -157.978382).  За даними Бюро перепису населення США в 2010 році переписна місцевість мала площу 1,71 км², з яких 1,46 км² — суходіл та 0,25 км² — водойми.

## Демографія
Згідно з переписом 2010 року, у переписній місцевості мешкали 3374 особи в 1064 домогосподарствах у складі 834 родин. Густота населення становила 1977 осіб/км².  Було 1119 помешкань (656/км²).
Расовий склад населення:
| - 42,4 % — білих - 11,7 % — вихідців з тихоокеанських островів - 11,4 % — азіатів - 6,5 % — чорних або афроамериканців - 0,5 % — корінних американців - 2,7 % — осіб інших рас |

До двох чи більше рас належало 24,9 %. Частка іспаномовних становила 14,9 % від усіх жителів.
За віковим діапазоном населення розподілялося таким чином: 32,3 % — особи молодші 18 років, 64,7 % — особи у віці 18—64 років, 3,0 % — особи у віці 65 років та старші. Медіана віку мешканця становила 27,1 року. На 100 осіб жіночої статі у переписній місцевості припадало 102,8 чоловіків;  на 100 жінок у віці від 18 років та старших — 104,0 чоловіків також старших 18 років.
Середній дохід на одне домашнє господарство  становив 85 609 доларів США (медіана — 82 596), а середній дохід на одну сім'ю — 79 879 доларів (медіана — 74 091). Медіана доходів становила 52 250 доларів для чоловіків та 39 676 доларів для жінок. За межею бідності перебувало 8,3 % осіб, у тому числі 12,3 % дітей у віці до 18 років та 6,1 % осіб у віці 65 років та старших.
Цивільне працевлаштоване населення становило 1518 осіб. Основні галузі зайнятості: публічна адміністрація — 28,0 %, роздрібна торгівля — 15,3 %, освіта, охорона здоров'я та соціальна допомога — 14,0 %.